# Alicja w Krainie Czarów
Alicja w Krainie Czarów (ang. Alice’s Adventures in Wonderland) – powieść z 1865 roku autorstwa Charlesa Lutwidge’a Dodgsona, który opublikował ją pod pseudonimem Lewis Carroll. Dosłowne tłumaczenie tytułu brzmi Przygody Alicji w Krainie Dziwów. Książka ukazuje absurdalną logikę snu, jest pełna satyrycznych aluzji do przyjaciół i wrogów Dodgsona, parodii szkolnych wierszyków, których uczyły się w XIX wieku brytyjskie dzieci, zawiera także odniesienia lingwistyczne i matematyczne. Utwór jest trudny do sklasyfikowania. Tłumacz, Maciej Słomczyński, pisze w przedmowie do Alicji, że „jest to zapewne jedyny wypadek w dziejach piśmiennictwa, gdzie jeden tekst zawiera dwie zupełnie różne książki: jedną dla dzieci i drugą dla bardzo dorosłych”. Kontynuacją utworu jest książka pt. Po drugiej stronie lustra.

## Geneza i wydanie

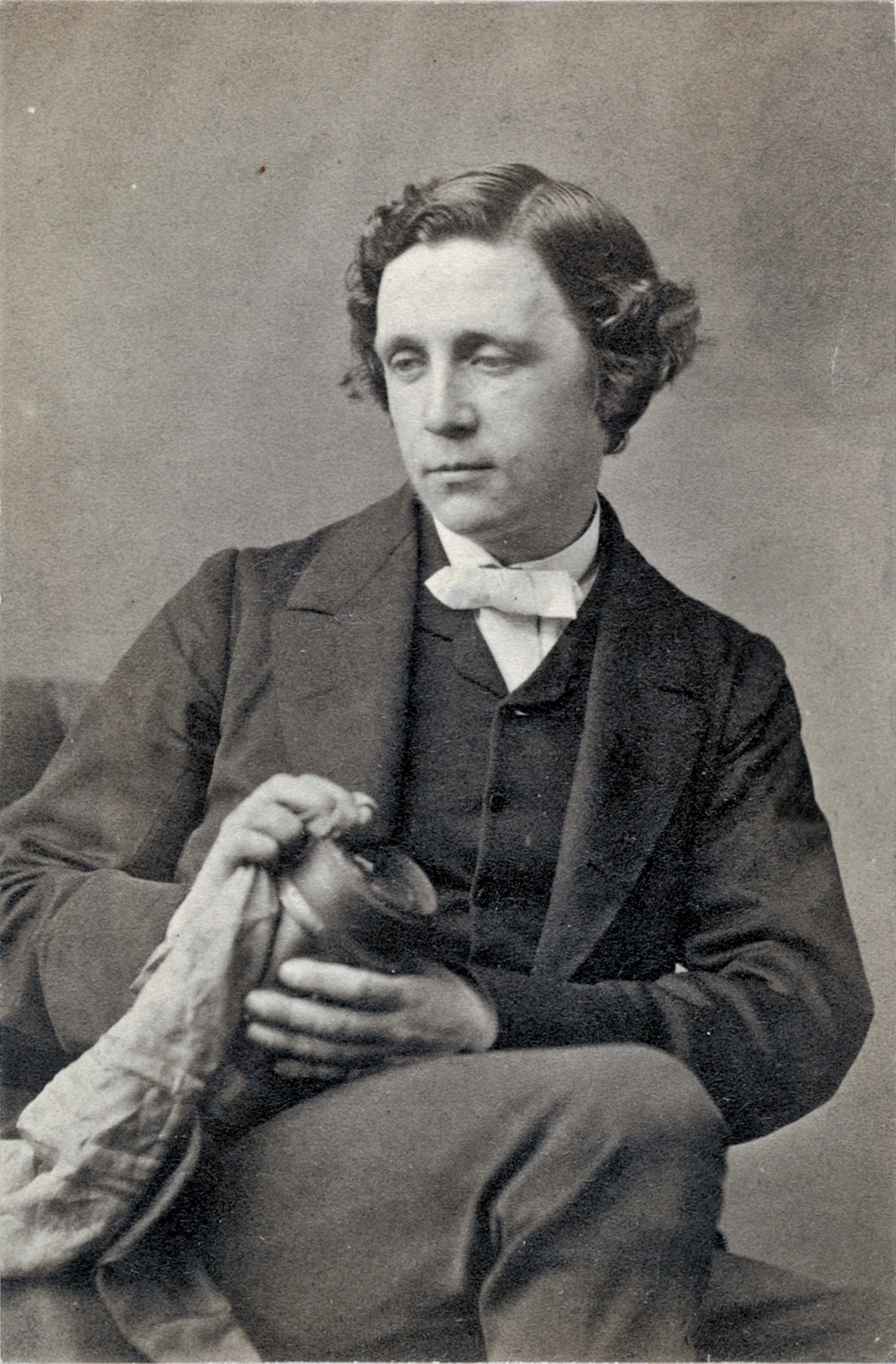
Portret Dodgsona z 1863 roku

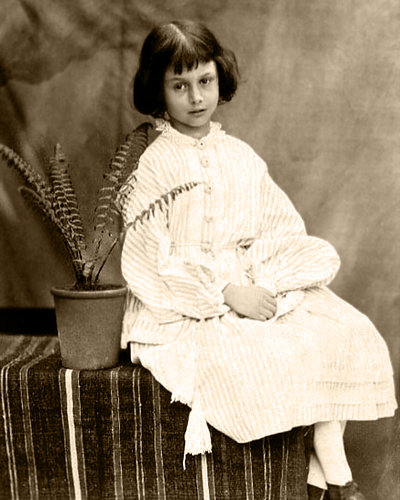
Zdjęcie Alice Liddell wykonane około 1860 roku

4 lipca 1862 roku odbyła się wycieczka łodzią po Tamizie, w której uczestniczyli Charles Dodgson, wielebny Robinson Duckworth i trzy dziewczynki – Lorina Charlotte Liddell (13 lat; Prima w wierszu rozpoczynającym książkę), Alice Pleasance Liddell (10 lat; Sekunda w wierszu), Edith Mary Liddell (8 lat; Tercja w wierszu). Wycieczka rozpoczęła się od Folly Bridge niedaleko Oksfordu i zakończyła pięć mil dalej w wiosce Godstow. W czasie rejsu wielebny Dodgson opowiadał historię, w której główną rolę grała Alicja. Opowieść bardzo spodobała się dziewczynkom, a mała Alice Liddell poprosiła Dodgsona o jej spisanie. 26 listopada 1864 roku mężczyzna podarował Alicji manuskrypt Przygód Alicji pod ziemią (ang. Alice’s Adventures Under Ground). Niektórzy, w tym Martin Gardner, spekulowali, że istniała wcześniejsza wersja utworu, zniszczona przez samego autora, gdy napisał lepszą, bardziej rozbudowaną. Nie ma na to jednak żadnych dowodów.
Zgodnie z dziennikami Dodgsona, na wiosnę 1863 dał on nieukończony manuskrypt Przygód Alicji pod ziemią znajomemu bajkopisarzowi Henry’emu Kingsleyowi, który zachwycony skłonił panią Liddell, aby namówiła Dodgsona do publikacji. Zaskoczony autor pokazywał utwór kolejnym znajomym, między innymi swemu przyjacielowi i mentorowi George’owi MacDonaldowi (również autorowi literatury dziecięcej), którego dzieciom Alicja się spodobała. MacDonald także poradził Dodgsonowi, aby książkę opublikował. Zanim jeszcze został ukończony egzemplarz dla Alicji Liddell, oryginalny utwór rozrósł się z 18 do 35 tysięcy słów, głównie dzięki dodaniu epizodów o Kocie z Cheshire i Obłąkanej Herbatce. 4 lipca 1865 roku (dokładnie trzy lata po wycieczce) opowieść Dodgsona została opublikowana pod znanym tytułem Alice’s Adventures in Wonderland, z ilustracjami Johna Tenniela. W tym samym roku powstało pierwsze wydanie amerykańskie Alicji. Jak wiele ówczesnych książek ta również została wydana bez tantiem dla autora.
Autor przyjął pseudonim Lewis Carroll. Trzymał się go przez całe życie, wyraźnie oddzielając matematyczne dzieła naukowe i popularnonaukowe prace o matematyce i grach logicznych (które sygnował prawdziwym nazwiskiem) od literatury pięknej, wydawanej pod pseudonimem. Był do tego stopnia konsekwentny, że odsyłał nieprzeczytane listy, które przychodziły do Lewisa Carrolla na adres uniwersytetu.
Pierwsze wydanie książki liczyło 2 tys. egzemplarzy, zostało jednak zniszczone, gdyż Tenniel miał wątpliwości co do jakości druku (dziś znane są tylko 23 ocalałe egzemplarze; 18 jest w posiadaniu dużych archiwów lub bibliotek, takich jak Harry Ransom Humanities Research Center, a pozostałe 5 pozostaje w prywatnych zbiorach). Szybko powstało nowe wydanie, wydrukowane w grudniu tego samego roku, lecz noszące datę 1866. Cały nakład szybko wyprzedano. Alicja była rozchwytywaną sensacją, docenioną zarówno przez dzieci, jak i dorosłych. Za życia autora sprzedało się ok. 180 tys. egzemplarzy. Wśród pierwszych czytelników byli m.in. młody Oscar Wilde i królowa Wiktoria Hanowerska. Książka do dziś została przetłumaczona na 125 języków, włącznie z esperanto i językiem farerskim. Miała po angielsku ponad 100 wydań. Powstały niezliczone adaptacje teatralne i filmowe.
W 1871 Dodgson podczas pobytu w Londynie spotkał inną Alicję, Raikes, rozmawiał z nią o jej odbiciu w lustrze, co doprowadziło do powstania kolejnej książki Alicja po drugiej stronie lustra. W 1886 roku Carroll opublikował faksymile rękopisu Przygód Alicji pod ziemią, a w 1890 – The Nursery „Alice”, specjalne wydanie do czytania dzieciom w wieku od zera do pięciu lat. Pierwsze tłumaczenie na język japoński ukazało się w 1908 roku. W 1960 roku amerykański pisarz Martin Gardner opublikował specjalne wydanie The Annotated Alice (dosł. Alicja z przypisami). Połączył on teksty Przygód Alicji w Krainie Czarów oraz Alicji po drugiej stronie lustra i dodał przypisy wyjaśniające aluzje, a także podał oryginalne treści wiktoriańskich poematów parodiowanych w książkach. Wersja po łacinie powstała w 1964 roku pod tytułem Alicia in Terra Mirabili.

## Polskie tłumaczenia
Dosłownie angielski tytuł powieści jest tłumaczony jako Przygody Alicji w Krainie Dziwów. Pierwsi polscy tłumacze oddali „Wonderland” jako „Krainę Czarów”, chociaż w książce nie ma czarów.
Alicję... na polski tłumaczyli:
- Adela S. (1910) – pierwsze tłumaczenie książki na j. polski,[10] opublikowane przez Wydawnictwo M. Arcta w Warszawie. Na stronie tytułowej widnieje tytuł Przygody Alinki w Krainie Cudów, podczas gdy na okładce są to Przygody Alinki w Krainie Czarów. Stiller w przedmowie do swojego tłumaczenia Alicji pisze o nim tak:

„Nie wiem nic o najwcześniejszej wersji Adeli S. Wydana w 1910 roku znikła doszczętnie i ślad jej istnienia pozostał tylko w bibliografii. Już w roku 1927 firma Gebethner i Wolff zamówiła nowy przekład, widocznie uznawszy tamten za bezużyteczny”.
Nie jest znane pełne nazwisko tłumaczki. Stiller nie miał racji, odnalazło się kilka egzemplarzy tego wydania, m.in. w Bibliotece Raczyńskich w Poznaniu.
- Maria Morawska (1927) – wspomnianym wyżej, zamówionym przez Gebethnera i Wolffa przekładem, było tłumaczenie Marii Morawskiej[10]. Książka nosiła tytuł Ala w krainie czarów. Ukazała się trzy razy przed wojną, później w 1947 roku i ostatni raz w 1997 roku. Tekst Morawskiej na ogół nie jest wierny oryginałowi (na karcie tytułowej pierwszego wydania widniał zresztą napis „wolny przekład z angielskiego”[11]). Tłumaczka zastępuje często tekst Carrolla własnym, co „nadaje całości odcień jakby parodii”[9]. Zaletą tego tłumaczenia były jednak wiersze, przełożone przez znanego tłumacza i poetę Antoniego Langego.
- Antoni Marianowicz (1955) – Marianowicz tłumacząc, popełnił kilka błędów, np. w pierwszym zdaniu pierwszego rozdziału przetłumaczył bank jako ławkę zamiast brzeg (skojarzenie z niemieckim die Bank – ławka – w późniejszych wydaniach ten błąd został poprawiony). Tłumaczenie Marianowicza odbiega od oryginalnego tekstu, szczególnie dotyczy to wierszy, ponieważ w oryginale są to parodie wiktoriańskich wierszyków dla dzieci, tłumacz nawiązał do podobnych polskich, jak Chory kotek Stanisława Jachowicza czy piosenka Jasne słoneczko późno dziś wstało. To tłumaczenie Alicji... miało najwięcej wznowień[12], jest to jednak przynajmniej częściowo skutkiem dłuższej obecności na rynku od tłumaczeń późniejszych.
- Maciej Słomczyński (1972)[13] – pierwszy przekład zgodny z oryginałem, bez własnych dodatków. Charakteryzuje go stosunkowo duża liczba anglicyzmów[9]. W przedmowie do drugiego wydania tłumacz wyjaśniał, że miał na celu przybliżenie Alicji... dorosłemu czytelnikowi. Jest to drugi polski przekład pod względem popularności[14].
- Robert Stiller (1986) – Stiller, przekonany, że żaden z wcześniejszych przekładów nie oddaje ducha i litery oryginału[9] „przez 10 lat czekał, aż Słomczyński poprawi swoje niedociągnięcia” i „brak wdzięku”, aż wreszcie zdecydował się na własne tłumaczenie, korzystając z doświadczeń wszystkich poprzednich tłumaczeń (oprócz Adeli S.) oraz Annotated Alice Gardnera. Jako pierwszy w swoim przekładzie opatrzył książkę przypisami wyjaśniającymi niuanse umykające bez dokładnego poznania epoki wiktoriańskiej i genezy książki. Jego tłumaczenie również jest popularne, szczególnie wydanie dwujęzyczne Alicji, nie udało mu się jednak wyprzeć przekładu Słomczyńskiego i skierowanego bardziej do dzieci tłumaczenia Marianowicza.
- Jolanta Kozak (1999) – tłumaczenie Jolanty Kozak[15] z uwspółcześnionym językiem utworu, który ma być przez to łatwiejszy w odbiorze przez dzieci, a jednocześnie trzymać się treści oryginału.
- Krzysztof Dworak (2010) – dla wydawnictwa Buchmann[16].
- Bogumiła Kaniewska (2010) – wersja tłumaczenia Bogumiły Kaniewskiej ma być bardziej zrozumiała dla dzieci w stosunku do wcześniejszych tłumaczeń, zachowując przy tym finezję tekstu[17][18].
- Magdalena Machay (2010) – przekład dla wydawnictwa Greg publikowany w serii Lektura z opracowaniem[19].
- Elżbieta Tabakowska (2012) – wydanie ukazało się z ilustracjami Tove Jansson[20].
- Grzegorz Wasowski (2015) – przekład wydany na 150. urodziny powieści. Nosi on tytuł Perypetie Alicji na Czarytorium i jest bardziej swobodny niż inne tłumaczenia. Zawiera ilustracje 21 różnych rysowników[21].
- Jacek Drewnowski (2020) – przekład dla wydawnictwa SBM opublikowany w dwóch seriach: Klasyka literatury i Lektura z opracowaniem.
- Jerzy Łoziński (2023) – tłumaczenie zatytułowane Przygody Alicji w Krainie Dziwów, wydane nakładem Wydawnictwa Zysk i S-ka. Ukazało się z ilustracjami Helen Oxenbury[22].
- Paweł Beręsewicz (2024) – wydane przez Wydawnictwo Skrzat[23].
- Paulina Braiter (2024) – wydanie z ilustracjami Salvadora Dalego, w okładce z obwolutą, pozwalającą zmienić widoczny tytuł z Alicji w Krainie Czarów na Alicję w Krainie Cudów. Nakład wydawnictwa Nowa Baśń, zawierający wprowadzenia od Tadeusza Sławka, Marka Bursteina i Thomasa Banchoffa[24].

## Fabuła

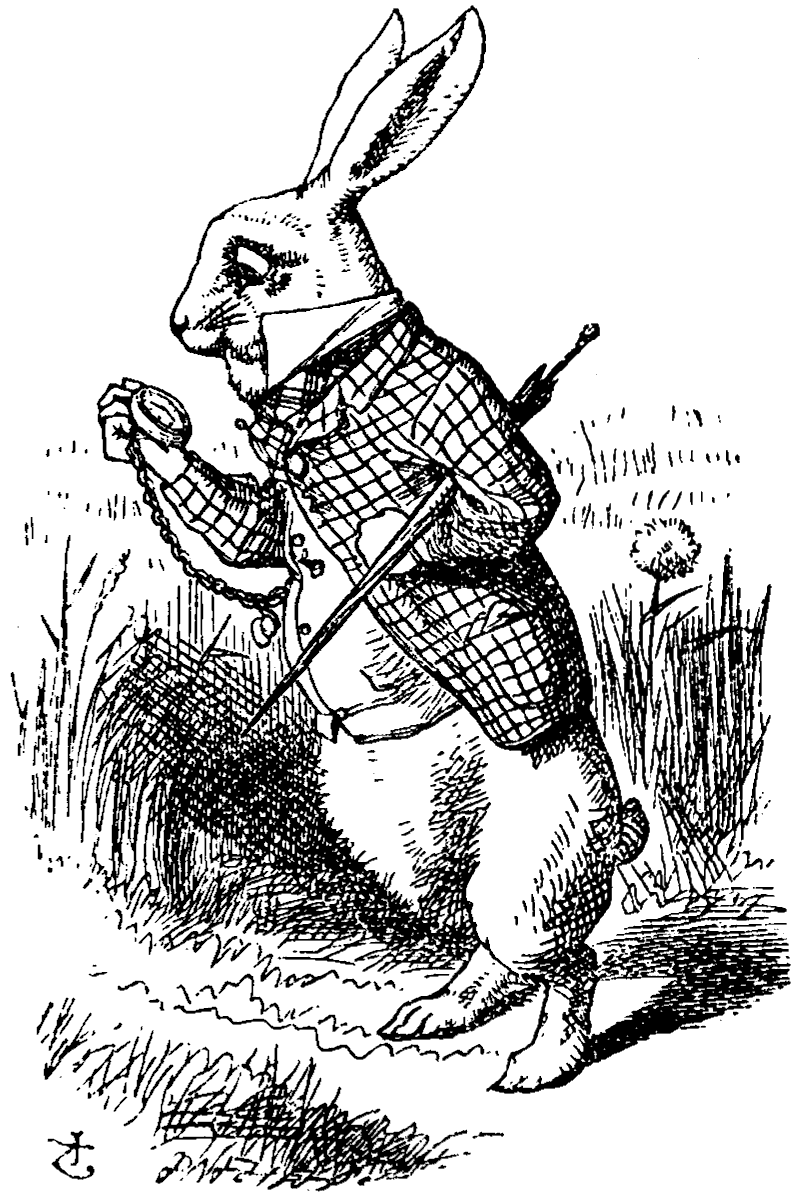
Biały Królik

Książkę rozpoczyna wiersz, wyjaśniający genezę jej powstania i opisujący wycieczkę po Tamizie.
Alicja spędza leniwie czas ze swoją siostrą. Nagle widzi Białego Królika w ubraniu, niosącego zegarek kieszonkowy. Podąża za nim w głąb króliczej nory i wpada do głębokiej studni, mijając półki pełne dziwnych przedmiotów. Po bezpiecznym lądowaniu w długim przedsionku znajduje szklany stół ze złotym kluczem. Szukając dziurki, do której pasowałby klucz, znajduje małe drzwiczki, a za nimi piękny ogród. Jest jednak za duża, aby się przez nie przecisnąć. W końcu znajduje małą butelkę z etykietą WYPIJ MNIE, wypija i zmniejsza się. Niestety klucz zostawia na stole i teraz nie może już go dosięgnąć. W końcu znajduje ciasto z napisem ZJEDZ MNIE.

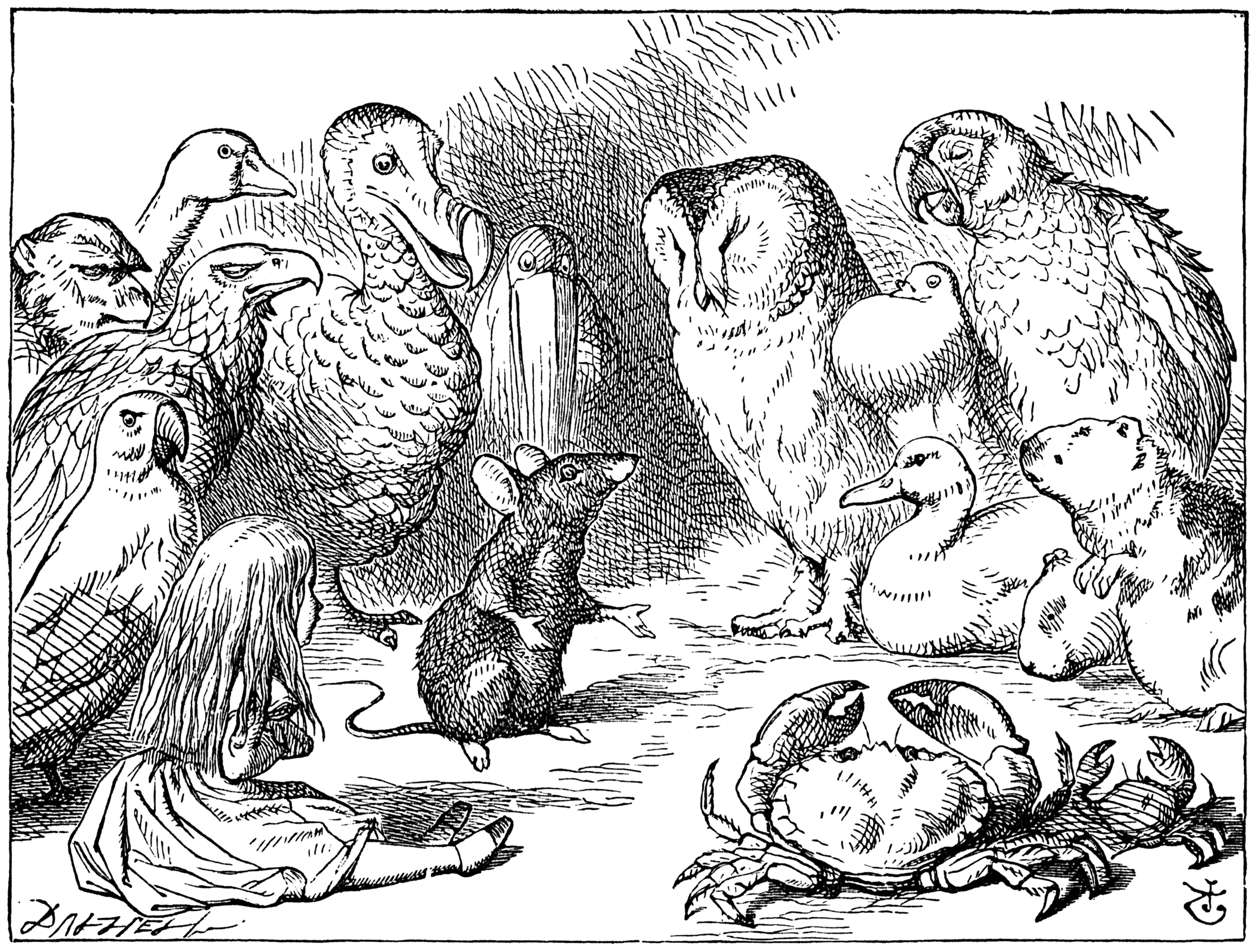

Po jego zjedzeniu Alicja rośnie na wysokość 9 stóp. Płacze, a jej łzy zbierają się w kałużę. Biały Królik przebiega przez sień i jest tak przestraszony widokiem Alicji, że upuszcza swoje rękawiczki i wachlarz. Alicja wachluje się nim, co powoduje jej ponowne zmniejszanie, ale szczęśliwie przerywa przed zupełnym zniknięciem. Pływa w kałuży łez i spotyka Mysz, która śmiertelnie boi się kotów. Dopływają do brzegu, gdzie spotykają mnóstwo ptaków i innych zwierząt. One także są przemoczone.
Jeden z ptaków, Dodo, decyduje, że zwierzęta powinny się osuszyć w Wyścigu Kumotrów, który nie ma żadnych reguł oprócz biegania w kółko. Wyścig trwa pół godziny i każdy wygrywa, więc każdy powinien dostać nagrodę. Alicja oddaje swoje słodycze na nagrody, sama dostaje w nagrodę swój naparstek, a Mysz opowiada jej swoją długą i smutną historię prześladowań przez koty. Rozdział kończy się, gdy Alicja opuszcza uczestników wyścigu.

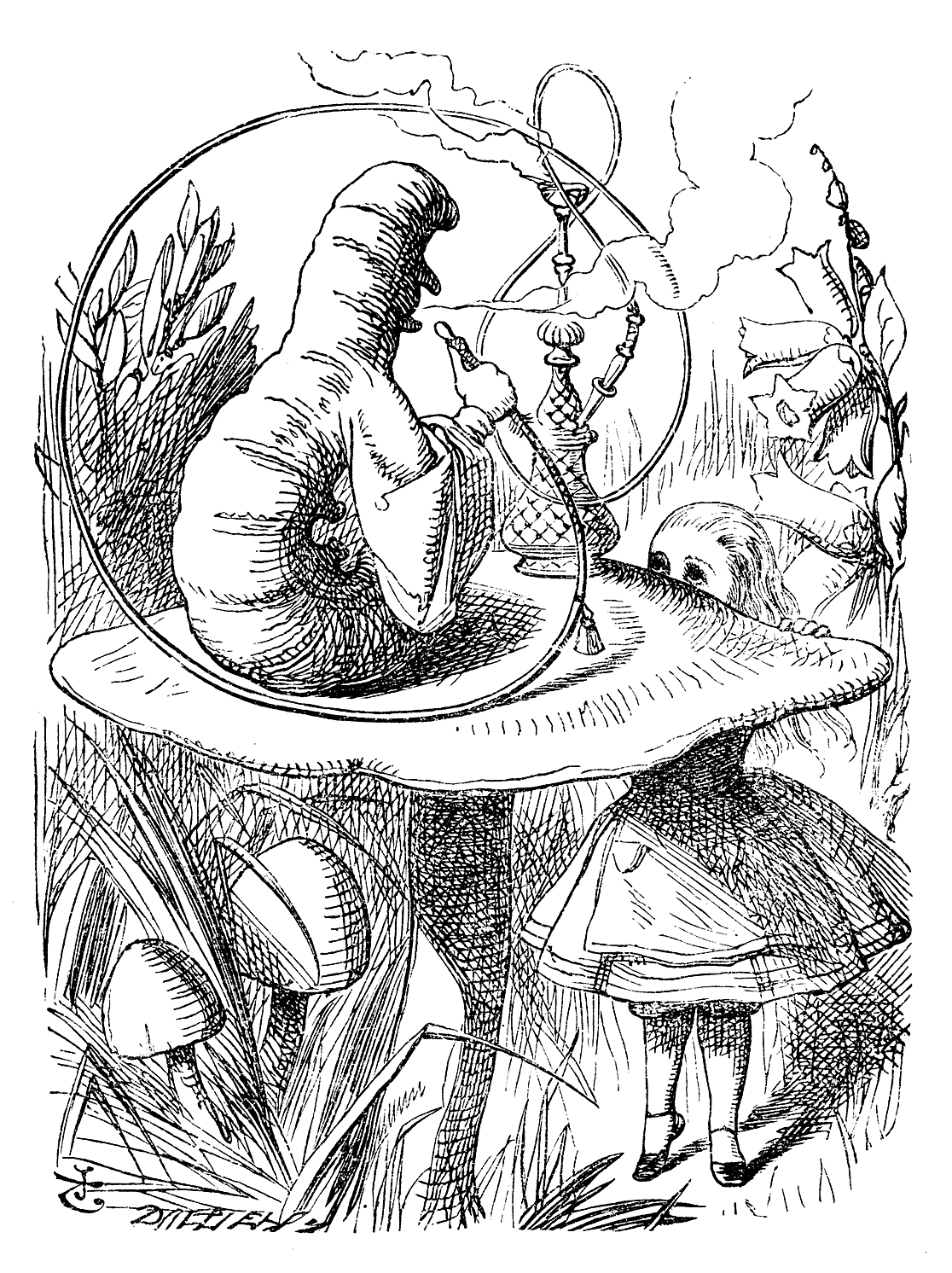

Biały Królik myli Alicję ze swoją służącą, każąc jej przynieść parę rękawiczek i wachlarz. Alicja idzie do jego domu i znajduje butelkę. Wypija jej zawartość i w efekcie rośnie tak bardzo, że wypełnia sobą cały dom. Biały Królik nie może dostać się do środka, więc wysyła tam swego sługę, jaszczurkę imieniem Bill. Ten próbuje wejść przez komin, ale Alicja wykopuje go na zewnątrz. Biały Królik wrzuca do środka kamyki, które zamieniają się w ciastka. Alicja zjada ciastka, co sprawia, że znowu się zmniejsza. Wychodzi na zewnątrz, gdzie natyka się na tłum zwierząt. Spotyka olbrzymie szczeniątko, od którego musi się opędzać. W końcu widzi Gąsienicę, siedzącego na grzybie i palącego fajkę wodną.
Alicja pyta, jak stać się większą, ale Gąsienica każe jej recytować wierszyk. Alicja robi to (zmieniając tekst w parodię). Gdy w końcu zawiedziona odchodzi, Gąsienica wreszcie podpowiada jej, że jedna strona grzyba powiększa, a druga zmniejsza. Gąsienica zostawia ją samą. Alicja najpierw próbuje prawej strony, co sprawia, że zmniejsza się, uderzając głową o własne stopy. Potem próbuje lewej strony i jej szyja rośnie do olbrzymich rozmiarów. Wysoko w koronach drzew atakuje ją Gołąb, który jest przekonany, że broni się przed wężem. Alicja próbuje go przekonać, że jest małą dziewczynką. W końcu nadgryzając raz jeden, raz drugi kawałek grzyba, wraca do swoich normalnych rozmiarów.

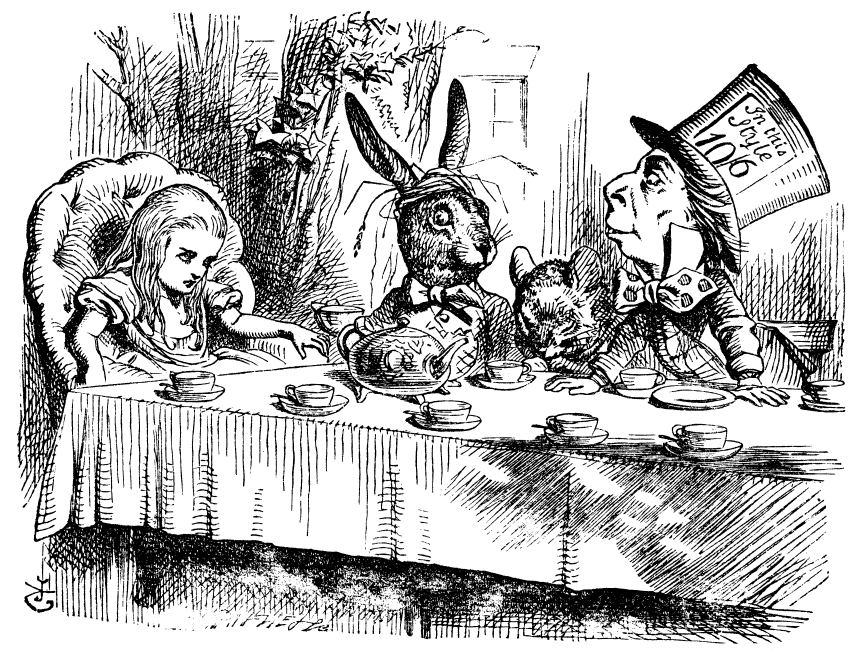
Obłąkana Herbatka

Alicja trafia na próg domu, gdzie stoją służący: Żaba i Ryba. Mimo ostrzeżeń jednego z nich, dziewczynka wchodzi do domu i spotyka Księżną, Kucharkę, Dziecko i Kota z Cheshire. Kucharka gotuje zupę i rzuca talerzami. W zupie jest za wiele pieprzu, co sprawia, że Alicja ciągle kicha. Stale rozzłoszczona Księżna podrzuca dziecko, recytując mu wiersz Do synka swego groźnie mów i bij go kiedy kicha... Kiedy kończy, daje dziecko Alicji, a sama idzie grać w krokieta z Królową. Ku zdumieniu Alicji, dziecko zamienia się w prosiaka, co skłania ją do wypuszczenia go do lasu. Kot z Cheshire ciągle znika i pojawia się. Opowiada jej o Zwariowanym Kapeluszniku i Marcowym Zającu. W końcu znika powoli, zostawiając tylko swój uśmiech.

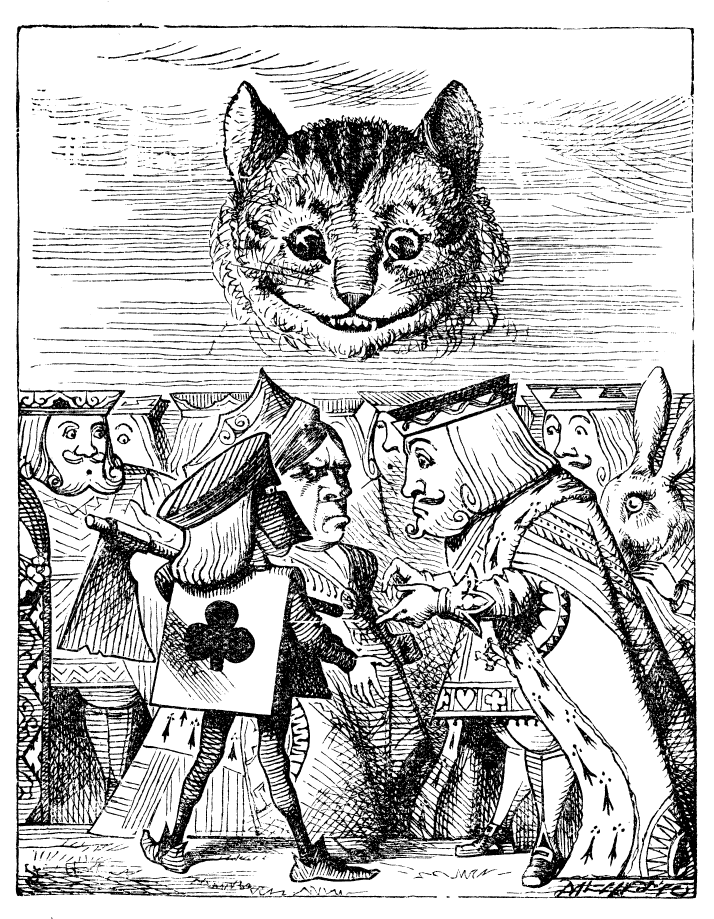
Próba ścięcia głowy Kotu z Cheshire

Alicja wraz ze Zwariowanym Kapelusznikiem, Marcowym Zającem i Susłem gości na obłąkanej herbatce. Wszyscy zadają Alicji mnóstwo zagadek logicznych i wytykają najmniejsze nielogiczności jej wypowiedzi. Alicja czuje się obrażona i odchodzi, twierdząc, że to najgłupsza herbatka, na jakiej kiedykolwiek była. Znajduje drzwi w pniu drzewa i wchodzi do środka. W ten sposób trafia znowu do długiego przedsionka, do którego wpadła na początku. Tym razem najpierw otwiera maleńkie drzwi, zjada zachowany kawałek grzyba i wkracza do pięknego ogrodu.

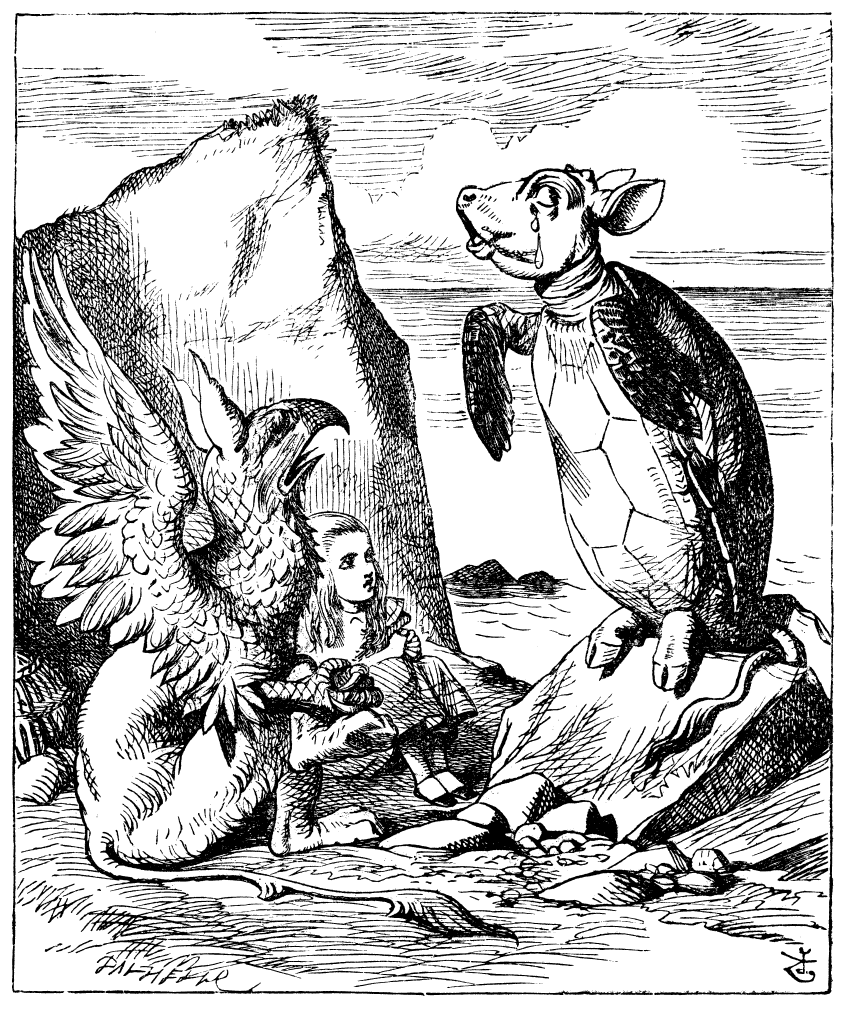

W ogrodzie trafia na trzy karty do gry – ogrodników przemalowujących róże na krzewie, gdyż omyłkowo posadzili białe róże w miejsce czerwonych. Wkracza procesja kart, królów i królowych (wraz z Białym Królikiem). Alicja spotyka bezlitosną Królową Kier, a także Króla Kier. Królowa każe ściąć trzech ogrodników. Do ścięcia jednak nie dochodzi. Rozpoczyna się gra w krokieta, z flamingami w roli kijów i jeżami jako piłkami. Królowa skazuje kolejne postaci na ścięcie (choć jej polecenia nie są wykonywane), a Alicja spotyka kolejny raz Kota z Cheshire. Królowa nakazuje ściąć mu głowę, co napotyka na trudności, gdyż Kot akurat postanowił ukazać się jako sama głowa. Kot jest własnością Księżnej, więc Królowa każe wypuścić Księżną z więzienia i przyprowadzić.

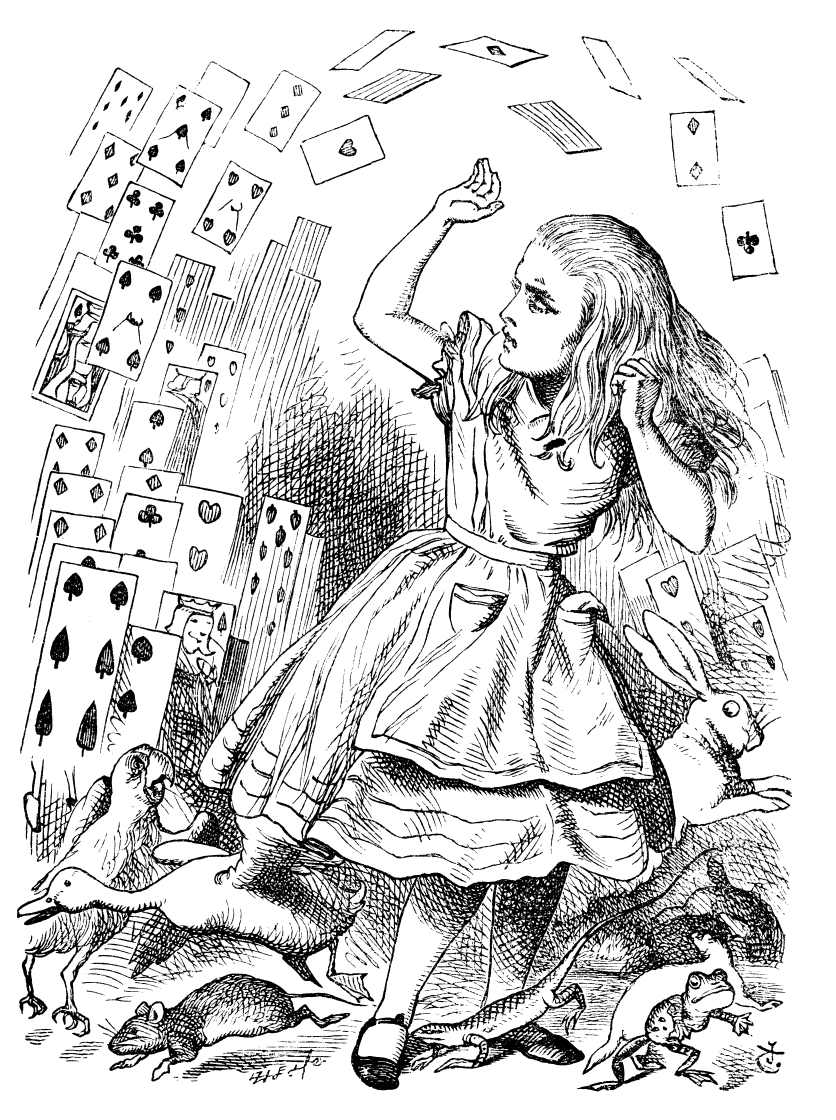

Księżna zostaje przyprowadzona na pola krykietowe. Jest już mniej rozzłoszczona. Twierdzi, że to pieprz ją denerwował. Królowa Kier pokazuje Alicji Gryfona, który zabiera ją do Żółwiciela. Żółwiciel jest bardzo smutny, mimo że nie ma ku temu powodów. Próbuje opowiedzieć jej swoją smętną historię o tym, jak był żółwiem, jednak przerywa mu Gryfon, gdyż nadeszła ich kolej w krokiecie.
Żółwiciel i Gryfon tańczą kadryla z homarami, śpiewając Oto jest głos homara. Potem Żółwiciel śpiewa Piękną zupę, ale Alicja i Gryfon muszą w trakcie odejść, gdyż rozpoczyna się proces sądowy.
Sądzony jest Walet Kier, oskarżony o kradzież ciastek. Ławnikami jest dwanaście zwierząt, w tym jaszczurka Bill, sędzią Król Kier, a woźnym sądowym Biały Królik. Pierwszym świadkiem jest Kapelusznik, który ani trochę nie pomaga w procesie. Następnie zeznaje Kucharka, a kolejnym świadkiem ma być Alicja, która już od początku procesu zaczyna znów rosnąć.
Sporo już większa Alicja przypadkowo kopie ławników, następnie stara się wykazać bezsens procesu. Królowa Kier skazuje ją na śmierć. Alicja nazywa ich wszystkich talią kart, co sprawia, że jako zwykłe karty wirują wokół niej. Siostra Alicji budzi ją. Wszystko okazuje się snem. Alicja wraca do swego domu. Siostra Alicji śni sen o dzieciństwie, o Krainie Czarów z opowieści Alicji.

## Postacie książki
Postacie wymienione w kolejności pojawiania się na kartach książki (jako pierwsze imię w oryginale, polskie tłumaczenie w przekładach Antoniego Marianowicza, Macieja Słomczyńskiego i Roberta Stillera):
- Alicja. Dziewczynka o blond włosach przewiązanych czarną opaską, która w Wielkiej Brytanii doczekała się nazwy „opaska Alicji” (ang. Alice band). Racjonalna i odważna. Początkowo zagubiona w dziwnym świecie, uczy się w miarę rozwoju fabuły.
- Biały Królik. Albinotyczny królik, który w przeciwieństwie do głównej bohaterki boi się wszystkiego – królowej, Alicji, spóźnienia. Kontrast był zamierzony przez autora dla podkreślenia pozytywnych cech osobowości głównej bohaterki[28]. Podczas procesu Waleta Kier (w ostatnim rozdziale) nagle zmienia tchórzostwo w butę i gotowość do manipulacji. Postać prawdopodobnie była inspirowana ojcem Alicji Liddel, Henrym, dziekanem Christ Church College, słynącym z notorycznych spóźnień[29].
- Mysz (AM, RS), Myszka (MS). Panicznie boi się kotów. Osusza przemoczone zwierzęta za pomocą bardzo suchego cytatu z książki do nauki historii. Prawdopodobnie odzwierciedlenie postaci guwernantki z domu Liddellów.
- Gołąb (AM), Dodo (MS, RS). Karykatura autora. Używa bardzo skomplikowanych słów.
- Papużka (AM), papuga Lora (RS), Papuga (MS). Odzwierciedlenie Loriny Liddell.
- Kaczka (AM, MS), Kaczor (RS). Karykatura wielebnego Robinsona Duckwortha.
- Orzeł (AM), Orlątko (MS, RS). Odbicie Edith Liddell, najmłodszej z sióstr Liddell. Nie rozumie zbyt trudnych słów.
- Biś (AM), Bill (MS), Zbych (RS). Jaszczurka, popychadło Białego Królika. Rozmawia ze swym panem w uniżony sposób. Daje się wepchnąć przez komin i wykopać na zewnątrz.
- pan Gąsienica (AM), Gąsienica (MS, RS). Siedzi na grzybie i pali fajkę wodną. Nie zwraca wielkiej uwagi na Alicję, odpowiadając niegrzecznymi monosylabami.
- Księżna (AM, MS, RS). Niewymownie brzydka (Carroll kazał ją tak sportretować na ilustracjach) antagonistka Królowej Kier. Odnosi się gruboskórnie do Alicji, jednak w późniejszej części książki zwraca się do niej serdecznie. Tenniel za inspirację wziął obraz The Ugly Duchess Quentina Matsysa[30].
- Kot (Dziwak) z Cheshire (AM), Kot z Cheshire (MS, RS). Niezależny. Potrafił znikać i pojawiać się. Dobrze się bawił, gdy Królowa Kier kazała ściąć mu głowę – znika reszta jego ciała. Carroll wziął jego imię z angielskiego idiomu grin like a Cheshire cat (uśmiechać się jak kot z Cheshire). Istnieją dwie teorie na temat pochodzenia tego idiomu: (1) w hrabstwie Cheshire, z którego pochodził Carroll, malarz wykonywał na karczmach szyldy z tak uśmiechniętym lwem; (2) sery w Cheshire wycinano w kształt głowy uśmiechniętego kota[31]. Ponadto kot przedstawiony na rysunkach Tenniela jest uznawany za przedstawiciela rasy brytyjskich krótkowłosych[32], ze względu na kształt pyszczka, uważanych za „uśmiechnięte” koty.
- Szalony Kapelusznik (AM), Kapelusznik (MS, RS). Jest znany także jako Zwariowany Kapelusznik. Uczestnik Obłąkanej Herbatki i znajomy Marcowego Zająca. Wraz z nim na Obłąkanej Herbatce zaskakuje Alicję dziwaczną logiką i bezsensownymi wypowiedziami, na które dziewczynka nie umie odpowiedzieć. Postać wzięta z angielskiego idiomu mad as a hatter (szalony jak kapelusznik). Kapelusznicy podobno naprawdę miewali stany psychotyczne i tzw. „drgawki kapelusznicze” ze względu na opary rtęci, którą się posługiwali przy wyrobie filcu[31]. Prawdopodobnie inspirowany Theophilusem Carterem lub Thomasem Randallem, krawcem zaprzyjaźnionym z rodziną Liddell i nazywanym kapelusznikiem[33].
- Szarak bez Piątej Klepki (AM), Marcowy Zając (MS), Zając Marcowy (RS). Nieprzewidywalny zając i gospodarz Obłąkanej Herbatki. Wraz z Kapelusznikiem na Obłąkanej Herbatce zaskakuje Alicję dziwaczną logiką i bezsensownymi wypowiedziami, na które dziewczynka nie umie odpowiedzieć. Oparty na angielskim idiomie mad as a March hare (szalony jak marcowy zając)[31], wedle którego zające zachowują osobliwie w marcu.
- Suseł (AM, MS, RS). Wiecznie śpi podczas Obłąkanej Herbatki. Tak naprawdę ang. dormouse to popielica, a nie suseł (w jęz. angielskim przysłowiowym śpiochem jest popielica, a w polskim suseł).
- Królowa Kier. Okrutna kobieta, która chce wszystkim ściąć głowę. Karykatura matki Alicji Liddell, Loriny Liddell z domu Reeve[34].
- Walet Kier. Podsądny, podejrzany o kradzież ciastek.
- Król Kier. Żyje w cieniu swej żony. Karykatura ojca Alicji Liddell.
- Smok (AM), Gryf (MS), Gryfon (RS). Mówi najgorszym slangiem, co kontrastuje z jego antycznym rodowodem. Prawdopodobnie karykatura niedouczonych studentów (występuje w herbie Trinity College w Oksfordzie i widnieje na jego bramie[31]).
- Niby Żółw (AM), Żółwiciel (MS), Fałszywy Żółw (RS). Smutny, pokrzywdzony przez los. Kiedyś był prawdziwym żółwiem. Imię tej postaci pochodzi od mock turtle soup (pol. „fałszywa zupa żółwiowa”), przyrządzanej z głowy cielęcia, przypominającą zupę żółwiową. Stąd Tenniel narysował tę postać z cielęcą głową, ogonem i nogami[31].

Tweedledee, Tweedledum, Humpty Dumpty, i Dżabbersmok są często uważani za postacie z tej książki, lecz naprawdę pojawili się dopiero w kontynuacji pt. Alicja po drugiej stronie lustra.

## Odniesienia w tekście

### Aluzje do osób współczesnych Carrollowi
Uczestnicy wycieczki łodzią po Tamizie są ukazani w ten czy inny sposób w rozdziale 3. zatytułowanym Kałuża łez. Oczywiście jest tam Alicja, autor książki skarykaturował się jako Dodo, Kaczor odgrywa wielebnego Robinsona Duckwortha, Lora to Lorina Liddell, a Orlątko to Edith Liddell.
Imię Billa (w oryginale Bill the Lizard) stanowi zapewne grę słów z nazwiskiem Benjamina Disraeli, brytyjskiego polityka. Ilustracje lwa i jednorożca, pojawiających się na kartach książki, przypominają dzieła Tenniela dla magazynu Punch pokazujące dwóch brytyjskich polityków – liberalnego Gladstone’a i konserwatywnego Disraeli. Skądinąd lew i jednorożec to symbole Wielkiej Brytanii.
Kapelusznik jest najprawdopodobniej odniesieniem do Theophilusa Cartera, sprzedawcy mebli znanego w Oksfordzie ze swoich nieortodoksyjnych pomysłów. Tenniel ewidentnie starał się rysować Kapelusznika tak, aby przypominał Cartera, zgodnie z sugestiami autora.
Suseł opowiada historię o trzech siostrach, zwanych w oryginale Elsie, Lacie, i Tillie. Dwie z nich to siostry Alicji Liddell: Elsie to Lorina Charlotte (L.C. brzmi po angielsku identycznie) a Tillie to Edith (w rodzinie nazywano ją Matilda). Lacie to anagram imienia samej Alice (Alicji).
Żółwiciel opowiada o „starym żarłaczu”, który przypływał raz w tygodniu, aby uczyć „rybunku, szprycowania i falowania” (ang. Drawling, Stretching and Fainting in Coils). Jest to odniesienie do krytyka sztuki Johna Ruskina, który raz w tygodniu uczył dzieci Liddellów rysunku, szkicowania i malowania (ang. drawing, sketching, and painting in oils).
Żółwiciel śpiewa piosenkę pt. Zupa żółwiowa (ang. Turtle Soup). Jest to parodia piosenki Star of the Evening, Beautiful Star, śpiewanej przez trio Loriny, Alicji i Edyty Liddell dla Lewisa Carrolla w domu Liddellów tego samego lata, gdy po raz pierwszy opowiadano historię Alicji pod ziemią.

### Odniesienia do matematyki
Autor był matematykiem w Christ Church w Oksfordzie, nic więc dziwnego, że pojawiły się sugestie, że jego książki zawierają odniesienia do koncepcji matematycznych. Przykładowo:
- W rozdziale 2, Alicja próbuje mnożyć liczby, uzyskując dziwne rezultaty: cztery razy pięć równa się dwanaście, cztery razy sześć równa się trzynaście, a cztery razy siedem... ojej! W ten sposób nigdy nie dojdę do dwudziestu![36].
- W rozdziale 7 Marcowy Zając i Kapelusznik dają wiele przykładów dowodzących, że implikacja nie jest relacją symetryczną:

To tak jakbyś powiedziała, że ‘widzę, co jem’ niczym się nie różni od ‘jem, co widzę’!
Mogłabyś równie dobrze powiedzieć – wtrącił Zając Marcowy – że ‘mam to, co chciałam’ nie różni się od ‘chciałam tego, co mam’
Mogłabyś równie dobrze powiedzieć – rzekł Suseł, jakby mówił przez sen – że, ‘kiedy śpię, oddycham’ nie różni się od ‘kiedy oddycham, śpię’.
- Także w rozdziale 7 Alicja rozważa koncepcję przesuwania się biesiadników wokół okrągłego stołu, co prowadzi do początkowego ich ustawienia. Jest to opis tzw. grupy cyklicznej.

### Odniesienia do języka francuskiego
Wielu ludzi, w tym Martin Gardner i Selwyn Goodacre, sugerowało, że Dodgson interesował się językiem francuskim, co znalazło odzwierciedlenie w książce. Najprawdopodobniej są to nawiązania do lekcji francuskiego, które były częstym elementem edukacji dziewczynek w epoce wiktoriańskiej. Przykłady:
- W rozdziale II Alicja wyobraża sobie wysyłanie prezentu do swojej stopy. Adresuje go Prawa Stopa Alicji, Esq. (ang. Alice’s Right Foot, Esq.). Esquire jest słowem stosowanym w języku angielskim w stosunku do mężczyzn. Prawdopodobnie[39] jest to nawiązanie do francuskiego słowa rodzaju męskiego le pied, oznaczającego stopę.
- W rozdziale II Alicja zakłada, że mysz może mówić po francusku i używa pierwszego zdania ze swojej książki do francuskiego: Où est ma chatte? (Gdzie jest moja kotka?).
- W rozdziale IV towarzysz Białego Królika twierdzi, że wykopuje jabłka; to gra słów z francuskim określeniem na ziemniaka la pomme de terre, oznaczającym dosłownie jabłko ziemne.
- Kolejna gra słów ma miejsce, gdy Alicja zastanawia się, czy koty jedzą nietoperze, czy też nietoperze jedzą koty. Dosłowne tłumaczenie słowa nietoperz (chauve-souris) w języku francuskim oznacza „łysą mysz”, stąd słowa Alicji nabierają pewnego sensu.

## Ilustracje

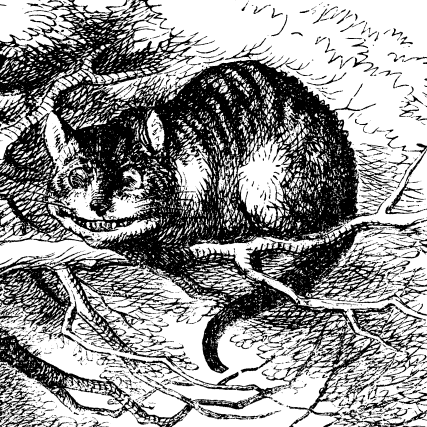
Ilustracja autorstwa Johna Tenniela z wydania z 1866 roku przedstawiająca kota z Cheshire

92 ilustracje Johna Tenniela do pierwszego wydania książki stały się kanoniczne i większość wydań, także w Polsce, zawiera jego rysunki. Tenniel był w czasach Carrolla znanym ilustratorem, jednak naśladował styl francuskiego grafika Ignace Isidore Gererda, podpisującego się jako Grandville. Carroll, jako pedant, dawał Tennielowi drobiazgowe instrukcje. Przesłał zdjęcia znajomej dziewczynki (nie Alicji Liddell, a Mary Hilton Babcock) na wzór. Zaproponował mu nawet pewną dziewczynkę jako modelkę, na co jednak Tenniel się nie zgodził. Żądał też, aby nie ilustrowano Alicji w niedzielę.
Rysownik upierał się przy swojej wersji. Jego Alicja była zdaniem Carrolla sztywna, nieproporcjonalna i o rozdętej głowie, mimo to ilustracje pozostały niezmienione. Carroll zamówił jeszcze u Tenniela ilustracje do Alicji po drugiej stronie lustra, aby części nie odbiegały od siebie stylem i można je było wydawać razem. Tenniel wymógł na Carrollu zniszczenie pierwszego wydania Alicji w Krainie Czarów (ze względu na jakość druku), a z drugiej części usunięcie całego epizodu w VII rozdziale, gdyż uparł się, że nie narysuje osy w peruce.
Potem ich drogi się rozeszły, z czego obydwaj byli zadowoleni. Kolejnemu ilustratorowi swoich książek Carroll liczył kreski przypadające na cal kwadratowy, zestawiał z ilustracjami Tenniela i odsyłał matematyczną analizę problemu.
Tenniel miał początkowo wyłączność na ilustrowanie Alicji. W 1907 jego prawa wygasły i swoje wersje opublikowało 12 różnych ilustratorów.
Chociaż w wydaniach na całym świecie nadal dominują ilustracje Tenniela, zdarzają się również dzieła innych artystów. W Polsce np. popularność zdobyło wydanie z 1986 roku w przekładzie Stillera z ilustracjami Dušana Kállaya. W Finlandii Alicję ilustrowała Tove Jansson (autorka książek o Muminkach) Znane są również ilustracje Arthura Rackhama i Harry’ego Rountree. Ilustracje do Alicji wykonywał również sam Carroll.

## Ekranizacje
- 1903: Alicja w Krainie Czarów – brytyjski film krótkometrażowy Cecila M. Hepwortha, pierwsza ekranizacja. Część filmu zaginęła.
- 1910: Alicja w Krainie Czarów – amerykański film kinowy Edwina Portera Edison Manufacturing Company.
- 1915: Alice in Wonderland – amerykański film kinowy W. W. Younga. Pierwsza ekranizacja zawierająca wątki z Alicji po drugiej stronie lustra.
- 1931: Alice in Wonderland – amerykański film kinowy Buda Pollarda. Pierwsza ekranizacja nie będąca filmem niemym.
- 1933: Alicja w Krainie Czarów – amerykański film kinowy Normana McLeoda
- 1949: Alice au pays des merveilles – francuski film aktorsko-animowany Lou Bunina i Dallasa Bowera
- 1951: Alicja w Krainie Czarów – amerykański film animowany Walta Disneya. Spopularyzowała w Ameryce ikonę Alicji jako blondynki w białym fartuszku i niebieskiej sukience. Disney nawiązywał też do oryginalnych ilustracji Tenniela. Fabuła opierała się na obydwu książkach o Alicji.
- 1955: Alicja w Krainie Czarów – amerykańskie telewizyjne przedstawienie teatralne George’a Schaefera dla telewizji NBC, z Maurice’em Evansem w roli gospodarza
- 1965: Alice – odcinek The Wednesday Play, brytyjskiej antologii telewizyjnych przedstawień teatralnych, z George’em Bakerem w roli Lewisa Carrolla i Deborah Watling w roli Alice Liddell.
- 1966: Alice in Wonderland – brytyjskie telewizyjne przedstawienie teatralne Jonathana Millera dla telewizji BBC. Adaptacja wyróżnia się tym, że większość mieszkańców Krainy Czarów to zwykli ludzie w wiktoriańskich ubraniach, co wg reżysera ma symbolizować prawdziwą esencję powieści[43].
- 1966: Alice of Wonderland in Paris – czechosłowacko-amerykański film animowany[44]
- 1972: Przygody Alicji w Krainie Czarów – brytyjski film muzyczny Williama Stirlinga, z Michaelem Crawfordem w roli Białego Królika i Peterem Sellersem w roli Marcowego Zająca
- 1972: Alicja w Krainie Czarów – odcinek 16. Festiwalu bajek, amerykańskiego serialu animowanego
- 1976: Alice in Wonderland – amerykański pornomusical Buda Townseda
- 1980: Alicja – polsko-belgijski musical telewizyjny w reżyserii Jerzego Gruzy i Jacka Bromskiego[45]
- 1981: Alicja w Krainie Czarów – radziecki film animowany Jefriema Prużanskiego[46].
- 1982/1983 – amerykański musical Kirka Browninga
- 1983: Alicja w Krainie Czarów – serial anime produkcji Nippon Animation
- 1985: Alicja w Krainie Czarów – amerykański telewizyjny film muzyczny Harry’ego Harrisa
- 1988: Alicja w Krainie Czarów – australijski film animowany VHS-owy produkcji Burbank Films Australia
- 1988: Coś z Alicji – czechosłowacki film aktorsko-animowany Jana Švankmajera
- 1994: Scena Młodego Widza TVP w reżyserii Macieja de Korczak-Leszczyńskiego
- 1995: Alicja w Krainie Czarów – odcinek 14. Skarbczyka najpiękniejszych bajek, japońskiego serialu animowanego
- 1999: Alice through the Looking Glass – brytyjski film telewizyjny Johna Hendersona
- 1999: Alicja w Krainie Czarów – amerykański film telewizyjny Nicka Willinga
- 2000: Alice Underground – amerykański film krótkometrażowy Roberta E. Lee
- 2004: Alice’s Misadventures in Wonderland – film telewizyjny Roberta Rugana
- 2010: Alicja w Krainie Czarów – amerykański film kinowy Tima Burtona, z Johnnym Deppem w roli Kapelusznika
- 2016: Alicja po drugiej stronie lustra – amerykański film kinowy Jamesa Bobina. Kontynuacja ekranizacji z 2010 roku. W rolach głównych ponownie Johnny Depp i Mia Wasikowska[47]
- 2021: Alice i Lewis – francuski serial animowany produkcji BlueSpirit Production[48].
- 2022: Czarodziejska cukiernia Alicji – amerykański serial animowany produkcji Disney Television Animation, nawiązujący do animacji z 1951 roku. Prawnuczka i zarazem imienniczka Alicji jest pracownicą cukierni w Krainie Czarów i przyjaźni się z potomkami jej mieszkańców.

## Przedstawienia
Książka Lewisa Carrolla zainspirowała wielu twórców sztuk teatralnych, oper, baletów, a nawet pantomimy. Dzieła te stanowią pełne spektrum od sztuk w pełni zgodnych z oryginałem, aż do utworów luźno nawiązujących do książki. Dobrym przykładem tych drugich jest musical The Eighth Square – kryminał oparty na wątku zagadkowego morderstwa popełnionego w Krainie Czarów
Jednym z wczesnych przykładów utworów opartych na książce jest musical teatralny, którego twórcami są H. Saville Clark (tekst) i Walter Slaughter (muzyka), grany w 1886 na scenie Prince of Wales Theatre w Londynie.
Z upływem lat, coraz więcej znanych aktorów wcielało się w postaci z Alicji. Jednym z nich był Joseph Papp, który w 1980 grał w Alice in Concert (autorstwa Elizabeth Swados) na deskach Public Theater w Nowym Jorku. Opierając się na obydwu książkach o Alicji, Papp i Swados wcześniej pokazali wersję tej sztuki na New York Shakespeare Festival. Meryl Streep grała Alicję, Białą Królową (postać z drugiej książki) i Humpty Dumpty (także z Alicji po drugiej stronie lustra). Postaci z Alicji w Krainie Czarów grali również Debbie Allen, Michael Jeter, i Mark Linn-Baker.
Scenariusz teatralny Przygód Alicji w Krainie Czarów do użytku przez każdego zainteresowanego jest dostępny w FunAntics Theater Scripts. Zawiera oryginalne wiersze, sparodiowane przez Carrolla.
W 1992 powstała operetka Alice, inspirowana obydwiema książkami. Zawiera ona także sceny z Charles’em Dodgsonem, młodą Alice Liddell i dorosłą Alice Liddell, które tworzą ramę całej opowieści. Autorem libretta jest Paul Schmidt, Tom Waits i Kathleen Brennan skomponowali muzykę. Jakkolwiek oryginalny utwór, grany w Hamburgu miał niewielką widownię, jednak album Toma Waitsa pt. Alice z 2002 roku zdobył znacznie większą popularność.
30 czerwca 2007 miała miejsce premiera zrealizowana przez koreańską kompozytorkę Unsuk Chin, z librettem w języku angielskim autorstwa Davida Henry’ego Hwanga.
W 2011 roku powstał balet zatytułowany Alice’s Adventures in Wonderland, którego libretto napisał Nicholas Wright. Autorem choreografii jest Christopher Wheeldon. Muzykę skomponował Joby Talbot, a sam balet stworzono na zamówienie The Royal Ballet i National Ballet of Canada. Dzieło jest oparte na powieści, choć zawiera także sceny inspirowane życiem Carrolla i Liddellów – akcja rozpoczyna się w Oksfordzie, w początkowych scenach występują Lewis Carroll, Alice Liddell i jej siostry czy rodzice, Henry George Liddell i Lorina Hannah Liddell. Ostatnia scena również zawiera nawiązanie do czasów wiktoriańskich, kiedy pojawiają się „współczesne” odbicia Carrolla i Alice Liddell oraz ludzka wersja Waleta Kier.
Oczywiście, oprócz profesjonalnych aktorów, sztuki oparte na Alicji w Krainie Czarów są grane w szkołach i college’ach na całym świecie. Nadają się do tego dzięki fantazyjnej fabule i dużej liczbie postaci.

## Wpływ na język angielski
Słowo Wonderland weszło na stałe do języka angielskiego jako cudowne wymyślone miejsce bądź też miejsce rzeczywiste, które ktoś odbiera jako coś cudownego, niby ze snu. Down the Rabbit-Hole („w głąb króliczej nory”), tytuł pierwszego rozdziału, stał się popularnym zwrotem oznaczającym rzucenie się w wir przygody lub znalezienie się w surrealistycznej sytuacji.

## Wpływ książki na inne dzieła

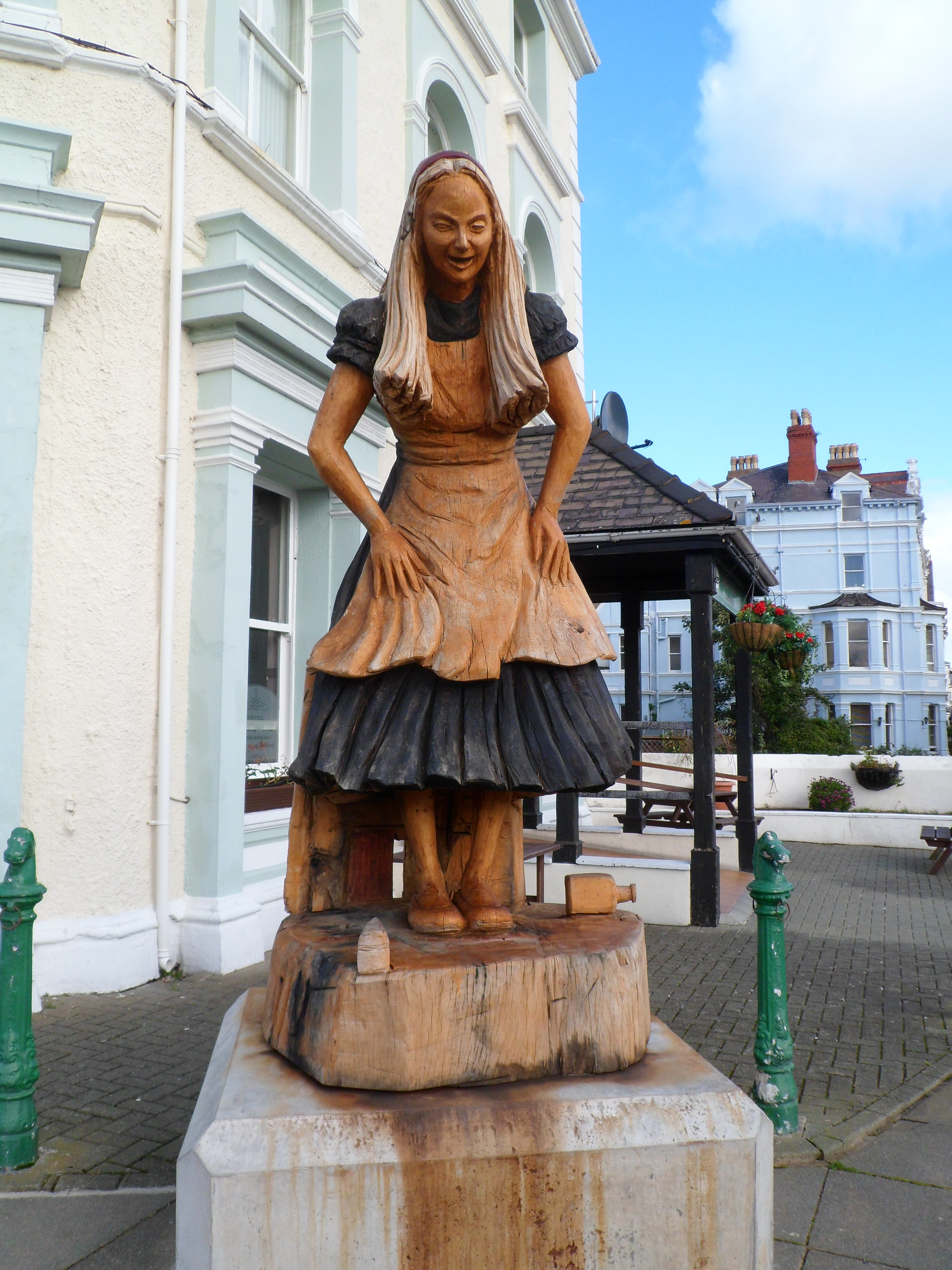

Istnieje wiele dzieł związanych w ten czy inny sposób z Alicją w Krainie Czarów. Książką były inspirowane inne formy literackie, filmy, muzyka, malarstwo w wielu kulturach świata.

### Nawiązania w kulturze polskiej
- W Polsce oprócz książek wydana została bajka muzyczna pt. Alicja w Krainie Czarów.
- Powstał wspomniany wcześniej musical telewizyjny Alicja w reżyserii Gruzy i Bromskiego[45].
- Wielokrotnie wystawiano w polskich teatrach przedstawienia oparte na Alicji[53].
- Andrzej Sapkowski ukazał Alicję z punktu widzenia Kota z Cheshire w opowiadaniu Złote popołudnie[54].
- Jacek Piekara napisał książkę „Alicja i ciemny las” nawiązującą do „Alicji w krainie czarów”
- Istnieje polski wykonawca muzyki drum and bass o pseudonimie Alicja w Krainie Czarów[55].
- Powstała też gra przygodowo-zręcznościowa pod tym tytułem.

### Literatura obca
- Finnegans Wake Jamesa Joyce’a jest utworem inspirowanym przez Alicję. Fabuła oparta jest na konwencji snu i zawiera m.in. bezpośrednie odwołania do Alicji w Krainie Czarów („Alicious, twinstreams twinestraines, through alluring glass or alas in jumboland?” i „...Wonderlawn’s lost us for ever. Alis, alas, she broke the glass! Liddell lokker through the leafery, ours is mistery of pain.”)
- Vladimir Nabokov przetłumaczył Alicję na rosyjski jako Аня в Стране Чудес. Jego dzieła zawierają wiele aluzji do świata Alicji.
- Roland Topor napisał w 1991 roku książkę pt. Alicja w krainie liter, stanowiącą hołd dla twórczości Carrolla. Alicja zasypia w niej jak w oryginale, jednak budzi się w świecie zamieszkałym przez myślące litery.
- Brytyjski pisarz Jeff Noon także wprowadził do swoich powieści cyberpunkowych nawiązania do Alicji. Napisał też Automatyczną Alicję, sequel Lewisa Carrolla, w którym Alicja poprzez zegar ojca przechodzi do Manchesteru przyszłości.
- Alice Liddell jest postacią Świata rzeki, serii książek science fiction autorstwa Philipa José Farmera.
- Znak Chaosu, Rogera Zelazny’ego (część cyklu Kronik Amberu) zawiera sceny w świecie-cieniu wykreowanym przypadkowo przez jednego z bohaterów na wzór Krainy Czarów.
- Thomas Ligotti napisał w 1985 opowiadanie pt. Ostatnia przygoda Alicji – horror używający konwencji Lewisa Carrolla.
- Nawiązania do Alicji występują także u Douglasa Hofstadtera, Clive’a Barkera, Borysa Starlinga, Neila Gaimana, Roberta Doucette, Petera Abrahamsa, czy Daniela Handlera.
- Manga „Alicja w Krainie Serc” (jap. Heart no Kuni no Alice) autorstwa Soumei Hoshino i QuinRose, będąca parodią i alternatywną interpretacją oryginału Carrolla.
- Erica Spindler napisała kryminał Labirynt Białego Królika (ang. Killer takes all) na temat gry RPG „Biały Królik” nawiązujący do Alicji w Krainie Czarów.
- Nawiązania do Alicji występują w Labiryncie duchów, ostatniej części tetralogii Carlosa Zafόna Cmentarz Zapomnianych Książek – jedna z głównych bohaterek, Alicja, jako kilkuletnia dziewczynka uważa, że Alicję w Krainie Czarów napisano specjalnie dla niej, jest to jej ulubiona książka, a gdy zostaje uratowana z nalotu bombowego, nie chce opuścić zniszczonego mieszkania bez swojego egzemplarza Alicji. W książce Zafόna pojawia się również nawiązanie do Alicji po drugiej stronie lustra, której egzemplarz znajduje się na Cmentarzu Zapomnianych Książek.

### Sztuka
- Salvador Dalí stworzył w 1969 roku 13 ilustracji opartych na Alicji w Krainie Czarów.
- Tomasz Sikora stworzył w latach 1978–1979 wraz z Marcinem Mroszczakiem serię fotografii inspirowaną książką Carolla Alicja w Krainie Czarów[56].
- Amerykańska malarka Mary Kline-Misol stworzyła cykl obrazów zatytułowany The Alice Cycle nawiązujący do postaci z powieści i prawdziwych osób związanych z jej powstaniem[57].

### Gry komputerowe
- Na podstawie pierwszej i drugiej części książki powstała gra komputerowa American McGee’s Alice[58] przedstawiająca alternatywną, mroczną historię Alicji; w grze Kraina Czarów nie jest wytworem marzenia sennego bohaterki, lecz halucynacji będących objawem schizofrenii katatonicznej spowodowanej śmiercią jej rodziców w wyniku pożaru. W czerwcu 2011 roku została wydana druga część gry – Alice: Madness Returns[59].
- 2 marca 2010 roku została wydana gra Alicja w Krainie Czarów[60] stworzona na podstawie filmu o tym samym tytule.
- W grze Najdłuższa podróż Cortez zwraca się do April słowami: „Alicjo, zaraz znajdziesz się po drugiej stronie lustra”.
- W grze Far Cry 3 podczas ładowania poziomów użyte są cytaty z książki Carrolla.
- W grze na platformę NEC PC-9801 o nazwie Mystic Square z serii Touhou Project, jedna z głównych przeciwniczek ma na imię Alice. Jest inspirowana książkową Alicją: muzyka na poziomie w którym się pojawia jest zatytułowana Alice in Wonderland, a karty do gry pokazane są jako wrogowie. Alice wraca później w Perfect Cherry Blossom i w innych grach z serii.

### Film i telewizja
- Pani Miniver, klasyczny film z 1942 roku zawiera sceny, w których rodzice czytają fragmenty z Alicji swoim dzieciom, siedząc w improwizowanym schronie podczas bombardowania Wielkiej Brytanii przez hitlerowców.
- W 1959 roku Walt Disney wypuścił Donald in Mathmagic Land, nawiązujący do Alicji.
- W Parku Jurajskim (1993) pojawił się informatyk, który stworzył program „biały królik” służący do obejścia zabezpieczeń parku.
- W Matriksie (1999) Morfeusz wyświetla Neo na komputerze napis Follow the white rabbit („Podążaj za białym królikiem”). Neo widzi chwilę później tatuaż przedstawiający białego królika i dzięki temu trafia do Trinity. Pierwsze doświadczenie Neo z łamaniem praw fizyki w matriksie jest związane z lustrem – również podczas kontaktu z nim zostaje odłączony od matriksa; jest to nawiązanie do Alicji po drugiej stronie lustra.
- Spirited Away (2001) zawiera postać podobną do Księżnej tak z wyglądu (nawiązuje do ilustracji Tenniela), jak i zachowania.
- W serialu Star Trek: Seria oryginalna, w odcinku zatytułowanym „Shore Leave”, biały królik i Alicja zostają stworzeni przez komputer, potrafiący przyoblekać myśli w materię.
- W filmie Star Trek IV: Powrót na Ziemię biolog Gillian Taylor jest witana przez kapitana Kirka słowami: „Cześć, Alicjo – witamy w Krainie Czarów!”.
- W filmie Interkosmos (1987) na ekranie komputera w laboratorium pojawia się napis „1. EAT ME, 2. DRINK ME”. W polskiej wersji filmu naukowiec mówi: „To z 'Egzorcysty'! Nie, z 'Alicji w Krainie Czarów’!”
- Odcinek polskiego sitcomu Świata według Kiepskich (2001) „Waldek w Krainie Czarów” nawiązuje do powieści Carrolla. Waldemar Kiepski tak jak w Alicji po drugiej stronie lustra dostaje się poprzez lustro do świata równoległego, w którym jego rodzina jest snobistycznymi inteligentami[61].
- W mandze oraz anime Pandora Hearts (2009) nazwy wielu postaci nawiązują do tych z dzieła Lewisa Carrolla.
- W filmie Piotruś Pan i Alicja w Krainie Czarów (2020) Alicja jest starszą siostrą Piotrusia Pana i oboje na różny sposób starają się uporać z traumą po śmierci ich brata Davida. W wersji tej Kapelusznik jest dziadkiem Alicji, czego ona nie wie.

### Komiks
- Jednym z przeciwników Batmana jest superprzestępca o pseudonimie Szalony Kapelusznik[62].
- Jednym z przeciwników Spider-Mana jest superprzestępczyni o pseudonimie Biały Królik, głównie jako gag[63].
- W 1991 roku Alan Moore i Melinda Gebbie stworzyli erotyczną powieść graficzną Zagubione dziewczęta, w której dorosła Alicja spotyka się w 1913 roku z Dorotą Gale i Wendy Darling i wspólnie dzielą się swoimi erotycznymi przygodami z młodzieńczych lat[64].

### Muzyka poważna i opera
- David Del Tredici: Symfonia Alicji, Finał Alicji
- Irving Fine: Trzy chóry Alicji w Krainie Czarów
- Unsuk Chin: opera Alicja w Krainie Czarów
- Anna Niedźwiedź, Gabriel Kaczmarek: balet Alicja w Krainie Czarów
- Przemysław Zych: balet Alicja w Krainie Czarów

### Muzyka popularna
- Beatlesi zaliczali książki o Alicji do swoich najważniejszych inspiracji i często się do nich odnosili. Okładka Sgt. Pepper’s Lonely Hearts Club Band zawiera zdjęcie Lewisa Carrolla. Inne nawiązania zawierają utwory „Cry Baby Cry”, „Come Together” i „Glass Onion”. Utwór „Helter Skelter” zawiera tekst podobny do Kadryla z homarami.
- Traffic nagrał utwór „House For Everyone” z nawiązaniami do Alicji.
- Słowa i obrazy z Alicji znalazły świetne odzwierciedlenie w „White Rabbit”, utworze Jefferson Airplane z ich albumu Surrealistic Pillow (1967).
- Thompson Twins stworzyli ścieżkę instrumentalną pt. The Lewis Carol.
- Thrashmetalowa / speedmetalowa grupa Annihilator wydała kilka albumów zainspirowanych pośrednio i bezpośrednio przez Alicję, np. Never, Neverland i Alice in Hell.
- Hard rockowe grupy parodiują natomiast Alicję. Zarówno Nazareth, jak i Paice Ashton & Lord wydały albumy zatytułowane Malice In Wonderland („Złośliwość W Krainie Czarów”).
- Taki tytuł ma również jeden z utworów amerykańskiego zespołu Winter Solstice zawarty na płycie The Fall Of Rome. Tak jak w powyższych przypadkach została zastosowana swoista gra słów w j. angielskim – Alice / Malice – w wolnym tłumaczeniu przeinaczony tytuł można zrozumieć jako „Cyniczna w Krainie Czarów”[65].
- Tom Waits nagrał w 2002 roku album zatytułowany Alice, zawierający utwory napisane do scenicznej adaptacji Alicji.
- Wideoklip do nagrania Toma Petty „Don’t Come Around Here No More” portretował Alicję, Kapelusznika i inne postaci Krainy Czarów. Producent Dave Stewart występuje jako Gąsienica.
- Wideoklip do piosenki „What You Waiting For?” Gwen Stefani nawiązuje do Alicji: Gwen zasypia siedząc w studiu nagrań – w śnie spostrzega białego królika, który przenosi ją do Krainy Czarów. W dalszej części snu pojawiają się różne sceny z książki, m.in. Obłąkana Herbatka – Stefani wciela się w śnie głównie w Alicję, ale również w Białego Królika i inne postacie z książki.
- Pierwszy album grupy Erasure był zatytułowany Wonderland.
- Niemiecki zespół – Oomph! nagrał piosenkę ‘Labyrinth’, którego fabuła jest nawiązaniem do Alicji w krainie Czarów.
- Grupy Alice in Chains, The Alison Wonder Band i The Alice Band.
- Na albumie Aerosmith z 2001 roku, nazwanym Just Push Play, utwór „Sunshine” opowiada o Alicji i innych postaciach z książki. W wideoklipie Steven Tyler próbuje chronić młodą Alicję w puszczy m.in. przed Czerwoną Królową i Białym Królikiem.
- Donna Summer nagrała utwór „The Wanderer”, w którym śpiewa Alice went to wonderland but I stayed home instead („Alicja odeszła do Krainy Czarów, a ja zostałam w domu”).
- Album Marilyn Mansona z 2007 roku jest zatytułowany Eat Me, Drink Me, a jego muzyka często nawiązuje m.in. do Lewisa Carrolla.
- Japońska grupa Alice Nine nagrała Alice in Wonderland w 2005 roku.
- Australijska grupa Mz Ann Thropik nagrała utwór „Off With Your Head”. Tekst utworu nawiązuje do treści książki (Alice, oh Alice / You’re falling down a rabbit hole).
- Amerykański zespół rockowy Hypnogaja nagrał utwór o tytule „Looking Glass” również nawiązujący do treści książki.
- W utworze „Rosetta Stoned” amerykańskiej grupy Tool pojawia się wers „It was so real like I woke up in Wonderland.” („To było tak prawdziwe, jakbym przebudził się w Krainie Czarów.”)
- Avril Lavigne nagrała piosenkę przewodnią do filmu Alice in Wonderland reżyserii Tima Burtona pt. Alice. Tekst opowiada o upadku Alicji do króliczej nory. W teledysku w Alicję wciela się Avril, która wpada do nory, kiedy biegnie za białym królikiem.
- Brytyjski zespół McFly zatytułował swój album 'Wonderland'.
- Adam Lambert, który w 2009 roku zajął drugie miejsce w ósmej edycji American Idol, nagrał piosenkę „Down The Rabbit Hole”, która również nawiązuje do książki.
- Piosenka „Alice of Human Sacrifice” („Hitobashira Alice” w języku japońskim) jest piosenką śpiewaną przez pięć Vocaloidów, które przedstawiają pięciu ludzi nazwanych Alice (w kolejności: Pierwsza Alice, Druga Alice itd.), które wędrują po Krainie Czarów i tworzą swój własny świat fantazji, którym się zachwycają, ale wiele w końcu umiera okrutną śmiercią.
- W utworze zespołu Nightwish zatytułowanym „Storytime” pojawia się nawiązanie do Alicji („Follow the madness Alice, you know once did”).
- Utwór „White Rabbit” pochodzący z albumu o tym samym tytule amerykańskiego zespołu Egypt Central nawiązuje do wydarzeń z książki.
- Koreański zespół Boyfriend wydał album zatytułowany „Boyfriend in Wonderland” oraz piosenkę Bounce, w której członkowie zespołu są przebrani za postacie z dzieł Lewisa Carolla.
- Amerykańska piosenkarka Melanie Martinez w swojej piosence „Mad Hatter” zawarła wiele nawiązań do Alicji w Krainie Czarów.

## Krytyka
Opinia publiczna na przestrzeni lat oceniała książkę pozytywnie, mimo wielu krytycznych głosów dotyczących fabuły. Jednym z najbardziej znanych krytyków jest autor fantasy, Terry Pratchett, który otwarcie mówił o swojej niechęci do tej powieści. Powieść była rozpatrywana jako pełna odniesień do czasów współczesnych autorowi – epoki wiktoriańskiej, czasem nawet ją parodiując. Współcześnie bariera kulturowa powstała w wyniku zakończenia epoki wiktoriańskiej i przemian społecznych może być postrzegana jako bariera do odczytania wszystkich prawdopodobnych znaczeń umieszczonych przez autora. Alicja w Krainie Czarów jest także przykładem literatury nonsensu.
Na temat książki powstało wiele plotek i fałszywych teorii, m.in. mówiąca o rzekomym zakazaniu jej w chińskiej prowincji Hunan, z powodu kontrowersji zrównania statusu zwierząt z ludźmi. W rzeczywistości nigdy nie doszło do zakazania powieści w Chinach. Chao Yuen-ren stworzył chińskie tłumaczenie w 1921 roku.
Krytycy zwracają uwagę także na podobieństwo łączące doświadczenia zmiany kształtu i wielkości Alicji pod wpływem zjadania grzyba z odczuciami po zażyciu halucynogennych grzybów. Niektórzy sugerują nawet, że sam autor mógł napisać książkę będąc pod wpływem popularnego wówczas opium. Ta teoria powstała jednak pod wpływem kontrkultury lat 60. i 70.; Lewis Carroll nigdy nie zażywał narkotyków ani nie nadużywał substancji o podobnych działaniach.
Okultysta Aleister Crowley określał powieść jako wartościową dla tych, którzy znają Kabałę, Biblię, Kima Rudyarda Kiplinga i kilkadziesiąt innych książek, przez co w kręgach konserwatywnych bywa uważana za okultystyczną i deprawującą młodzież. Autor książki był jednak anglikańskim duchownym, więc świadome umieszczenie okultystycznych treści w książce nie jest prawdopodobne; inni krytycy odwoływali się do innego typu rzekomego przedstawienia duchowości w książce, nawiązując do symboliki obecnej w fabule. Alicja w Krainie Czarów i motywy z niej bywają przetwarzane jako ilustracje do koncepcji filozoficznych czy religijnych – przykładem jest książka Wonderland: The Zen of Alice Daniela Doena Silberberga, która dotyczy buddyzmu zen wyjaśnianego w nawiązaniu do cytatów z powieści.
Jednym z najczęściej omawianych wątków jest ukazanie dzieciństwa i dziecka jako głównego bohatera; powieść Lewisa Carrolla uznawana jest za przykład książki idealizującej ten okres życia. Postrzeganie świata Krainy Czarów przez Alicję jest omawiane jako alegoria odkrywania świata wokół, ale również konfrontacji z zasadami funkcjonującymi w społeczeństwie dorosłych. Z perspektywy dziecka zasady te mogą być często nonsensowne lub trudne do wytłumaczenia. Jako powieść przełamująca konwencję umoralniających opowieści dla dzieci, mających wpoić im konkretny sposób myślenia, ta książka stała się przełomowa jako ukazująca przygody głównej bohaterki w celu rozrywkowym. Ta konwencja pozwala zarówno na pogłębioną interpretację jej treści, ale także i na rozpatrywanie ich bez bagażu motywów obecnych w tzw. pouczającej literaturze dla dzieci (instructive children’s literature).
Sen jest istotnym motywem w książce, ponieważ wszystkie przygody Alicji okazują się być jej snem; motyw ten skłonił część krytyków do opisywania książki jako zapisu doświadczeń związanych ze snami. Fantastyczna fabuła odzwierciedla zjawiska obecne w snach takie jak m.in. łączenie ze sobą obiektów i sytuacji niezwiązanych ze sobą w życiu na jawie, obserwowanie nierealnych zjawisk czy obecne czasem gry słowne i dylematy dotyczące tożsamości. Badania nad snem i interpretacje książki bywają także łączone z psychologicznymi interpretacjami (m.in. psychoanalizą, w której obecna jest interpretacja snów). W swojej przedmowie do własnego tłumaczenia powieści, Maciej Słomczyński odniósł się do wątku odwzorowania aktywności umysłu podczas snu.